# Brykia albonotata
Brykia albonotata är en fjärilsart som beskrevs av Walker 1862. Brykia albonotata ingår i släktet Brykia och familjen tandspinnare. Inga underarter finns listade i Catalogue of Life.